# Federico Ravaglia
Federico Ravaglia, né le 11 novembre 1999 à Bologne, est un footballeur italien qui joue au poste de gardien de but au Bologna FC.

## Biographie

### Carrière en club
Né à Bologne en Italie, Federico Ravaglia est formé par le Bologna FC, où il s'illustre en équipes de jeunes, avant de commencer sa carrière professionnelle en prêt au FC Südtirol en championnat d'Italie de troisième division pour la saison  2018-19,.
Après une première apparition en Serie C, il est à nouveau prêté dans le même championnat la saison suivante,, qu'il joue cette fois comme titulaire indiscutable avec Gubbio,.
De retour à Bologne, il fait ses débuts avec l'équipe première le 13 décembre après, lors d'un match de Serie A perdu contre la Roma,.
Ravaglia enchaîne ensuite deux prêts en Serie B, au Frosinone lors de la saison 2021-22 puis au Reggina lors de la première partie de la saison 2022-23,.
Lors de la saison 2023-24, avec l'arrivée de Thiago Motta sur le banc du Bologna, il commence à alterner le rôle de titulaire avec l'international polonais Łukasz Skorupski. Il est notamment décisif lors de la victoire en 16e de finale de la Coupe d'Italie, où son équipe l'emporte 2-1 chez l'Inter, alors qu'il arrête un penalty tiré par Lautaro Martínez,.
Le 29 janvier 2025, il joue son premier match de Ligue des champions, un match nul 1-1 chez le Sporting à Lisbonne,.